# Cifre periculoase

Afișul filmului

The Accountant: Cifre periculoase este un film polițist thriller american regizat de Gavin O'Connor, scris de Bill Dubuque, care îi are în rol principal pe Ben Affleck, Anna Kendrick, J. K. Simmons, Jon Bernthal, Jeffrey Tambor, John Lithgow  și Cynthia Addai-Robinson. Povestea urmărește un contabil expert din orașul Illinois, cu autism înalt funcțional, care, de fapt,  își câștigă traiul ținând contabilitatea unor organizații criminale periculoase din întreaga lume, care se confruntă cu delapidarea de fonduri.

## Legături externe
- Site web oficial
- Cifre periculoase la Internet Movie Database
- the_accountant_2016 / Cifre periculoase la Rotten Tomatoes
- Cifre periculoase la Allmovie